# Georgij Ivanovič Gurdijev
Georgij Ivanovič Gurdijev (Georg(i)es Ivanovich Gurdjieff) (1877. – 1949.),  armensko-grčki mistik i filozof koji je obilježio početak nove duhovne ere Zapada.
Školovan je u istočnjačkim manastirima s ezoternim karakterom, odlučio je prenijeti svoje učenje ezoterne prakse na Zapad.
Proputovao je Istok naširoko u potrazi za pravim, tajnim ezoternim znanjem, a među njegovim najvećim postignućima  bili su tajni sufijski manastiri te manastir Sarmong na dalekim obroncima Tibeta o čijem unutarnjem radu je Gurdjieff nerado govorio.
Jedino što je ispričao je koliko mu je bilo teško popeti se na goru na kojoj su ulazna vrata bila, i ostala, na vrhu ledene mrcine.
Sva svoja putovanja Gurdjieff je iznio u svojoj knjizi "Susreti s izuzetnim ljudima" prema kojoj je snimljen film u kojem igra i Fabijan Šovagović.
Gurdjieff je bio neprocjenjiv egiptolozima u proučavanju Egipta jer su njegova dostignuća i tajni uvidi rasvijetlili mnoge tajne, među njima i o "objektivnoj umjetnosti", a Gurdjieff je bio i jedan od malobrojnih koji je vidio i skicirao slike Egipta prije potopa, kada je bio zimzelena meka ezoternih učenja.
Gurdjieff je sva svoja znanja i uvide raspravio u nekoliko svojih literarnih djela, među kojima se većina može pronaći u našim knjižarama:
"Život je stvaran samo kad jesam",
"Susreti s izuzetnim ljudima",
"Belzebubove priče" (nema je još prevedene na latinicu),
"Glasnik nadolazećeg dobra" (sveska koje još nema na latinici koju je Gurdjieff preporučao ne čitati)", "Borba Magičara"("Fight of the Magicians", libreto, nije prevedena na hrvatski jezik).
Gurdjieff je stvorio "sustav četvrtog puta" duhovnog učenja koje se nalazi između klasičnih "triju puteva" yogija, fakira i monaha.
Njegov rad preuzeo je Pjotr Demjanovič Uspenski i proširio učenje ali isključivo na mentalnoj razini. No Uspenski je inzistirao na komercijalnoj upotrebi ezoternog znanja "neprocjenjivog karaktera". Gurdjieff ga je upozorio no on ništa, nakon toga su se Uspenski i Gurdjieff zauvijek razišli.
Iako je za života Uspenski napisao jednu uspješnu knjigu u kojoj se pojavljuje i Gurdjieff kao glavni lik, "u potrazi za čudesnim", tako reći, duhovnu i naprednu početnicu.
S druge strane, Gurdjieffov učenik Bennet nastavio je s njegovim radom i to uspješno.
Bennet je bio i ostao angažiran u tajnoj službi engleske vojske. Njegov rad nije vidio dana.
I dan danas se raspravlja o širenju tradicije G.I.Gurdjieffa na svim razinama društva, no nisu poznati njegovi današnji nasljednici.

## Glavne ideje
Gurdjieff je tvrdio da ljudi ne percipiraju realnost kakva ona jest, da ljudi nisu svjesni sebe nego žive u stanju hipnotičkog "budnog sna."
"Čovjek živi svoj život u snu, i u snu i umire". (iz "U potrazi za čudesnim").

## Knjige u kojima se spominje Gurdjieff
- Gurdjieff: A Very Great Enigma by J. G. Bennett (1969)
- Gurdjieff: Making a New World by J. G. Bennett (1973)
- Idiots in Paris by J. G. Bennett and E. Bennett (1980)
- Mount Analogue by René Daumal (prvo izdanje na francuskom, 1952.; englesko izdanje 1974.)
- Our Life with Mr. Gurdjieff by Thomas and Olga de Hartmann (1964, Revised 1983 and 1992)
- Gurdjieff Unveiled by Seymour Ginsburg (2005)
- Undiscovered Country by Kathryn Hulme (1966)
- The Oragean Version by C. Daly King (1951)
- The Gurdjieff Years 1929-1949: Recollections of Louise March by Annabeth McCorkle
- Gurdjieff: The anatomy of a Myth by James Moore (Cornish author) (1991)
- Psychological Commentaries on the Teachings of Gurdjieff and Ouspensky by Maurice Nicoll (1952, 1955. 1972, 1980, 6 volumes)
- Teachings of Gurdjieff - The Journey of a Pupil by C. S. Nott, Routledge and Kegan Paul, London (1961)
- On Love by A. R. Orage (1974)
- Psychological Exercises by A. R. Orage (1976)
- In Search of the Miraculous by P. D. Ouspensky (1949)
- The Fourth Way by P. D. Ouspensky (1957)
- The Psychology of Man's Possible Evolution by P. D. Ouspensky (1978)
- Eating The "I": An Account of The Fourth Way: The Way of Transformation in Ordinary Life by William Patrick Patterson (1992, 1993, 1997)
- Ladies of the Rope: Gurdjieff's Special Left Bank Women's Group by William Patrick Patterson (1999)
- Struggle of the Magicians: Exploring the Teacher-Student Relationship by William Patrick Patterson (1996, Second Edition 1998)
- Taking with the Left Hand: Enneagram Craze, The Fellowship of Friends, and the Mouravieff Phenomenon by William Patrick Patterson (1998)
- Voices in the Dark: Esoteric, Occult & Secular Voices in Nazi-Occupied Paris 1940-44 by William Patrick Patterson (2001)
- Boyhood with Gurdjieff by Fritz Peters (1964)
- Gurdjieff Remembered by Fritz Peters (1965)
- Gurdjieff: An Introduction To His Life and Ideas by John Shirley (2004)
- The Gurdjieff Work by Kathy Speeth
- Toward Awakening by Jean Vaysse (1980)
- Gurdjieff: An Approach to his Ideas by Michel Waldberg (1981)
- A Study of Gurdjieff's Teaching by Kenneth Walker (1957)
- The Harmonious Circle: The Lives and Work of G. I. Gurdjieff, P. D. Ouspensky, and Their Followers by James Webb (historian) (1980) Putnam Publishing.
- The War Against Sleep: The Philosophy of Gurdjieff by Colin Wilson (1980)
- Who Are You Monsieur Gurdjieff? by René Zuber (1980)
- Gurdjieff dictionary, Sophia Wellbeloved

## Video
- Gurdjieff in Egypt: The Origin of Esoteric Knowledge Part I
- Gurdjieff's Mission: Introducing The Teaching to the West, 1912-1924 Part II
- Gurdjieff's Legacy: Establishing The Teaching in the West, 1924-1949 Part III
- Meetings with Remarkable Men
- Tribute to G. I. Gurdjieff
- Some moments with Mr. Gurdjieff and others, France 1949
- Hitler, Stalin i Gurdjieff -ruski dokumentarni film.

## Zanimljivosti
Najveći arhitekt funkcionalističke arhitekture Frank Loyd Wright, započeo je svoje predavanje na dan Gurdjieffove smrti sljedećim riječima: "Umro je velik čovjek."
Svi na predavanju su se komešali o kome je riječ.
Gurdjieff je svaki dan kuhao drugo jelo tako da on i najčešće prisutni gosti ne bi jeli "automatski". Pritom je nazdravljao "Dvadeset i jednoj vrsti idiota" za stolom i na svijetu.